# گئورگ آباجیان
گوورگ هامبارتسومی آباجیان (ارمنی: Գևորգ Համբարձումի Աբաջյան؛ زاده ۲۵ دسامبر ۱۹۲۰ - درگذشته ۸ اکتبر ۲۰۰۳) یک منتقد ادبی و نمایشی اهل ارمنستان بود.

## زندگی‌نامه
مدرک دکتری فلسفه خویش را در سال ۱۹۵۶ کسب نمود. عنوان هنری «کنشگر برجسته ارمنستان شوروی» در سال ۱۹۷۲ به وی اعطا شد. وی کهنه‌سرباز جنگ جهانی دوم بود. از سال ۱۹۴۵ ذر «تئاتر دراماتیک گیومری» مشغول به فعالیت بود. سپس سردبیر کمیته برنامه‌های فرهنگی تلویزیون دولتی ارمنستان شوروی و رئیس بخش خبر کمیته روابط فرهنگی جماعت ارمنیان پراکنده شد.

## کتاب‌ها
- Suren Surenian, ایروان، ۱۹۵۹
- Isahak Alikhanian, ایروان، ۱۹۶۷